# حب الثلج البيضوي
حب الثلج البيضوي (الاسم العلمي:Symphoricarpos ovatus) هو نوع غير مؤكد من النباتات يتبع جنس حب الثلج من الفصيلة المعزية الورق.